# Andrei Prepeliță
 Andrei Prepeliță  (Slatina (Rumania), Rumania, 8 de diciembre de 1985) es un exfutbolista rumano que jugaba de centrocampista.

## Trayectoria
El 2 de agosto de 2011 firmó un contrato de cuatro años con el Steaua Bucureşti.
El 1 de julio de 2015 firmó un contrato de dos años con el Ludogorets Razgrad en Bulgaria.
El 31 de agosto de 2016 firmó con el Rostov.
En septiembre de 2019 regresó al F. C. Arges Pitesti, club en el que inició su carrera. Allí estuvo hasta su retirada al final del año 2020, momento en el que pasó a ejercer de segundo entrenador.

## Clubes
| Club                        | País     | Año       |
| --------------------------- | -------- | --------- |
| F. C. Arges Pitesti         | Rumania  | 2002-2007 |
| Universitatea Craiova       | Rumania  | 2007-2011 |
| Steaua de Bucarest          | Rumania  | 2011-2015 |
| P. F. C. Ludogorets Razgrad | Bulgaria | 2015-2016 |
| F. C. Rostov                | Rusia    | 2016-2017 |
| C. S. Concordia Chiajna     | Rumania  | 2018-2019 |
| F. C. Arges Pitesti         | Rumania  | 2019-2020 |

## Palmarés

### Títulos nacionales
| Título                     | Club                        | País     | Año     |
| -------------------------- | --------------------------- | -------- | ------- |
| Liga I                     | Steaua de Bucarest          | Rumania  | 2012-13 |
| Liga I                     | Steaua de Bucarest          | Rumania  | 2013-14 |
| Liga 1                     | Steaua de Bucarest          | Rumania  | 2014-15 |
| Copa de Rumania            | Steaua de Bucarest          | Rumania  | 2014-15 |
| Supercopa de Rumania       | Steaua de Bucarest          | Rumania  | 2013    |
| Copa de la Liga de Rumania | Steaua de Bucarest          | Rumania  | 2014-15 |
| Liga A de Bulgaria         | P. F. C. Ludogorets Razgrad | Bulgaria | 2015-16 |